# Đảo Magdalena, Aysén
Đảo Magdalena là một hòn đảo trong vùng Aysén, miền nam Chile. Hòn đảo này nằm giữa hai kênh nước tự nhiên Moraleda và Puyuhuapi, và là một phần của Vườn quốc gia Đảo Magdalena. Văn phòng Thủy văn Hoa Kỳ gọi hòn đảo này với bốn tên khác nhau là đảo Cay, Desierto, Magdalena, và Motalat.